# Saint-Paterne

Saint-Paterne este o comună în departamentul Sarthe, Franța. În 2009 avea o populație de 1,591 de locuitori.